# امیر منصور
امیر منصور (متولد لاورن مورر؛ ۲۵ ژوئیه ۱۹۷۲) بوکسور حرفه ای آمریکایی است که در سنگین‌وزن مبارزه می‌کند. اولین حضور حرفه ای او در سال ۱۹۹۷ بود. او در سال ۲۰۰۱ به زندان فرستاده و ۸ سال و نیم به اتهام حمل مواد محکوم شد. او در مارس ۲۰۱۰ وارد خانه نیمه‌راهی شد و در اوت ۲۰۱۰ فعالیت بوکس خود را از سر گرفت.
منصور اولین بازی خود را در سن ۲۴ سالگی در برابر کلیفتون گراهام اولین در پارک ساحلی سدار در آلن تاون پنسیلوانیا در ۱۲ ژوئیه ۱۹۹۷ انجام داد. منصور در راند ۱ گراهام را ناک اوت کرد. دو ماه بعد، منصور در دو راند مالک محمد را ناک اوت کرد. منصور در هفت مبارزه بعدی خود بدون شکست به میدان رفت.